# Йома: Посланцы царства тьмы
Blood Reign: Curse of the Yoma (яп. 妖魔 Ёма, «Призрак»), также Curse of the Undead: Yoma — манга Кэй Кусуноки (Маюми Охаси), изданная в журнале Ribon Original в 1985—1986 годах и OVA-сериал режиссёра Такаси Анно, выпущенный J.C.Staff в 1989 году.

## Сюжет
Рассказчик сообщает, что во времена войн кровь невинных пропитала землю, чтобы приблизить возрождение ёма — исчадий тьмы. Конец периода Сэнгоку. Хикагэ, ниндзя из клана Такэда, разыскивает своего друга Маро, который перешёл на сторону зла и стал повелителем демонов. С детства они росли вместе как братья, поэтому выполнить приказ — убить предателя не так просто. Недалеко от деревни Хикагэ знакомится с девушкой.
Ая поёт считалку:
Один. Любовь на одну ночь.
Два. Двое из нас отправятся в ад.
Три. Даже если мы убьём их всех…
Четыре. …Печать проклятья на мире мёртвых.
Четыре. …Печать проклятья на мире мертвых.
Пять. Кровавый дождь, потому что война.
Шесть. Кровь убитых…
Семь. …Течет как слёзы
Песня заканчивается:
Восемь. …И я всё больше тону во мраке.
Восемь. …И я всё больше тону во мраке.
Девять. Сегодня годовщина свадьбы.
Десять. Дыхание окрасится багряным
Вокруг деревни не поют птицы и нет рисовых полей. Местное население отреклось от жизни и служило кормом гигантским паукам. После гибели монстров все жители также умерли. Сражения с чудовищами подводят странника к тому, что Маро был рождён землёй, а не людьми и желает, чтобы Хикагэ сам превратился в ёма. Устоит ли воин против соблазна отказаться от человечности, особенно после смерти любимой Аи.

## Роли озвучивали
| Актёр           | Роль       |
| --------------- | ---------- |
| Кэнъю Хориути   | Хикагэ     |
| Канэто Сиодзава | Маро       |
| Хироми Цуру     | Ая #1      |
| Мина Томинага   | Ая #2      |
| Юко Мидзутани   | Котонэ     |
| Хидэюки Танака  | Кадзами    |
| Дзюрота Косуги  | Демон моря |
| Кодзо Сиоя      | Сирацую    |
| Минако Аракава  | Ито        |
| Мотому Киёкава  | рассказчик |

## Музыка
| №   | Название                  | Длительность |
| --- | ------------------------- | ------------ |
| 1.  | «Chi no Daichi»           | 3:06         |
| 2.  | «Sasurai»                 | 1:11         |
| 3.  | «Shinobi»                 | 3:27         |
| 4.  | «Ayumiyoru Kyouchou»      | 2:52         |
| 5.  | «Ayakashi no Mura»        | 3:09         |
| 6.  | «Mahoroba»                | 0:57         |
| 7.  | «Youma — Kazoeuta»        | 2:35         |
| 8.  | «Youma — Kazoeuta (inst)» | 0:56         |
| 9.  | «Semaru Magun»            | 3:55         |
| 10. | «Chouryou»                | 1:42         |
| 11. | «Makutsu»                 | 0:47         |
| 12. | «Yousen»                  | 2:43         |
| 13. | «Maou — Kikuganomiko»     | 3:21         |
| 14. | «Ashita e no Prologue»    | 3:22         |
| 15. | «Yasuragi no Toki»        | 2:33         |

Завершающая композиция:
1. «Ashita e no Prologue» («Пролог будущего»), в исполнении Мидори Карасимы, музыка — она же, слова — Кэй Кусуноки, аранжировка — Хироя Ватанабэ.

Прочая композиция:
1. «Youma — Kazoeuta» («Ёма — песенка-считалочка»), в исполнении Мидори Карасимы, музыка и слова её же, аранжировка — Хироя Ватанабэ[6].

Треки 1—8 звучали в первой серии, 9—15 были во второй.

## Выпуск
Аниме вышло в 1989 году на двух VHS и LaserDisc от Toho Video.
В 2004 году Blood Reign: Curse Of The Yoma был издан ADV Films на DVD в рамках серии «Essential Anime Collection». Формат — 1,33:1 (4:3), звук — японский Dolby Digital 2.0 и английский 5.1. Две серии назывались «Hikage In An Evil World» и «Marou With Crazy Fang». Изображение полноэкранное, нормальное для старого выпуска, однако заметно большое количество зернистости и шума в ночных сценах, которые составляют значительную часть OVA. Всё кажется слишком тёмным и нечётким, чтобы быть привлекательным. Цвета бледные, уровни чёрного нестабильные. Видео периодически дергаётся. Пятиканальная английская звуковая дорожка превосходит японскую с точки зрения музыки и эффектов. Оригинал выигрывает по голосам актёров. Прошло 15 лет, и звучание всё равно солидное, временами даже лучше, чем некоторые новинки на медиарынке. Лучшим дополнительным материалом является раздел «Dramatis Personae» — сведения о персонажах и клипы. Также есть несколько трейлеров и бумажный вкладыш с песней-считалкой. В итоге релиз получил оценку «на один раз». Хотя это была веская причина заменить изношенные видеокассеты, но молодые поклонники привыкли к современным аниме и лучшим дополнениям.
«Йома: Посланцы царства тьмы» был показан 6 марта 2004 года на Втором московском аниме-фестивале. В аннотации сериал назван «нетленной классикой демонологической мультипликации». Установлено возрастное ограничение — зрителям, достигшим 16 лет.

## Критика
Джонатан Клементс и Хелен Маккарти в энциклопедии назвали Yoma изящной и ужасающей историей, более утончённой, чем «Уроцукидодзи. Легенда о сверхдемоне», с которой их объединяет теория возрождения зла.
Фред Паттен обратил внимание на то, что английское название «Undead Yoma» является избыточным. Ёма и есть нежить, демоны, но не зомби. На самом деле, Такэда Сингэн умер от болезни или ран в 1573 году, а в битве при Нагасино 1575 года войска Оды Нобунаги и Токугавы Иэясу наголову разбили армию Такэды Кацуёри. В 1582 году он покончил с собой, чтобы избежать бесчестья. Их род был обречён и едва уцелел. Лучше посмотреть фильм «Кагемуся: Тень воина». Некоторые историки предполагают, что, если бы Нобунага не умер в 1582 году, он начал бы строить империю более чем за 350 лет до того, как это сделала обновлённая Япония в XIX веке. В результате, к тому времени, когда туда пришли европейцы, образовалась бы сильная нация Азии. В любом случае, OVA основана на сочетании средневековой японской демонологии и жизни клана Такэда в 1570—1580-х годах. Аудитория должна была знать, что конец окажется удручающим.

Начало говорит о примитивности сюжета. Порождений тьмы, вроде ёма, в аниме более чем достаточно, и выглядят они как обычные чудовища. Это ещё одна история, где главный герой-ниндзя сражается с силами зла. Однако не всё здесь столь упрощённое. Можно увидеть некоторые интересные вещи. Первое, что бросается в глаза — кровь в большом количестве. Она редко выплёскивается из людей фонтаном, чаще просто вытекает, как и положено, либо смешивается с неоднородной жидкостью ёма. Существа придуманы по старому принципу — монстр-животное. Стандартный доблестный и непобедимый герой просто расправляется с ними и приближается к боссу — своему бывшему другу. Сами персонажи практически не проработаны. Об их судьбах почти ничего не известно, кроме прошлой дружбы, представляющей добро и зло. Это уже является незначительным отклонением от стандартного повествования и радует. Другим хорошим дополнением служит любовная линия, тонкая, незаметная и оригинальная. В конце первой серии есть ощущение, что любовь обрывается и никак не связывается со второй, тем не менее, та красиво приходит вновь. Хотя обе части истории довольно разнотипны. Сначала чувствуется сильное влияние мистики, поддерживаемой ужасами. В пользу этого выступает музыка в классическом японском оформлении, которая удачно ложится на видеоряд, поддерживая атмосферу и в какой-то степени затмевая действие на экране. Если первая серия имеет атмосферность и напряжение, то вторая — чистый экшен: более динамичный саундтрек, разнообразные монстры, помощница главного героя. Отдельно стоит отметить интересную песню, которая у любителей фильмов ужасов сразу же ассоциируется с детской считалкой из «Кошмара на улице Вязов».— «АниМаг»
Otaku USA считает Blood Reign: Curse of the Yoma странной историей ужасов, где жизнь дешёвая, смерть вездесущая, а единственный способ спасти лучшего друга от трансформации в демонического оборотня-кентавра — ударить его железными когтями. Несмотря на легкомыслие, Yoma — один из немногих аниме-хорроров, достигших США. Рецензенту импонирует сюжет, атмосфера истерзанного войной и населённого демонами мира. В японской поп-культуре ниндзя часто изображают со сверхъестественными способностями, и естественно, что они противостоят потусторонней угрозе. Есть ощущение психогеографии, потому что в данной OVA «мир сошёл с ума, превратившись в психоделический фон, стирающий границы между землёй живых и мёртвых». Дни — это умбра, выжженная разъярённым солнцем; ночи изобилуют пурпурными тенями и призрачной зеленью. Обстановка зловещая, каждый камень и дерево кажутся живыми и только ждут, чтобы выпить человеческой крови. Видно отличие от западного кино, существующего в жёстких рамках. Сериал наполнен брутальным насилием и причудливым неземным гомоэротизмом. Всепоглощающее стремление Хикагэ найти и вернуть друга похоже на романтическую страсть. Самая сильная вещь — звуковое оформление, в сочетании с «Песней-считалкой ёма», навязчивой колыбельной со словами о резне и отчаянии. Наконец, темы цикличности истории, бессвязного времени и реинкарнации поднимают вопросы: почему имя Ая сразу у двух девушек, обречено ли человечество постоянно привлекать ёма из тьмы ненавистью, страхом и безысходностью, сколько раз Маро должен перевоплотиться, прежде чем сможет примириться со своей судьбой? Ответы остаются неясными, «такими же тёмными, как разорванное бурей небо и неуверенными, как тревожный шорох беспокойных мертвецов».
THEM Anime оценил на три звезды из пяти. Неизбежно, что любой подобный выпуск будет сравниваться с эталонным фильмом «Манускрипт ниндзя» с точки зрения темпа, действия и жестокого содержания. Yoma на четыре года старше, не такой яркий, как его «младший брат», но со своей атмосферой и, вероятно, чуть более правдоподобный. Однако это не обязательно означает, что он лучше. Сюжет представляет собой типичное клише «ниндзя убивает много монстров», где сверхъестественные существа противостоят бесчувственному герою. Попутно он теряет любимого человека (по злой иронии судьбы, в конце первой половины сюжета) и, разумеется, своего лучшего друга, который ни в коем случае не является нормальным японским парнем. Анимация, хоть и устаревшая, хорошая, но тусклая (слишком затемнённая). Персонажи незапоминающиеся: довольно стандартные протагонист и враги; монстры без реальных воплощений существуют только для того, чтобы быть убитыми главным героем. По сути, это анимированный комикс в жанре хоррор, и если нравятся такие вещи, то определённо стоит посмотреть, хотя он не волне соответствует высоким стандартам «Манускрипта ниндзя». Тем, кто хочет эпический сюжет, психологические разоблачения или что-то общественно исправительное, лучше поискать в другом месте. На тёмный дождливый вечер как раз подходит Curse of the Undead: Yoma, однако хорошее самочувствие утром не гарантируется. Присвоен рейтинг R за кровь, насилие и обнажённые тела. Не шедевр, но достойно внимания. Также рекомендуется Rurouni Kenshin: Trust & Betrayal.